# سایه‌نویس نوشته‌شده
سایه‌نویس نوشته‌شده (انگلیسی: Ghostwritten) اولین رمانی است که توسط نویسنده انگلیسی دیوید میچل (نویسنده) منتشر شده‌است. داستان عمدتاً در شرق آسیا اتفاق می‌افتد، اما در روسیه، بریتانیا، ایالات متحده و ایرلند نیز حرکت می‌کند. به صورت اپیزودیک نوشته شده‌است؛ هر فصل داستان و شخصیت اصلی متفاوتی را شرح می‌دهد، اگرچه همه آنها از طریق رویدادهای به ظاهر تصادفی به هم مرتبط هستند.